# Léon Formose de Barbançois
Léon Formose de Barbançois est un homme politique français né le 24 mars 1792 à Villegongis (Indre) et décédé le 9 novembre 1863 à Tours (Indre-et-Loire).

## Biographie
Fils de Charles-Hélion de Barbançois-Villegongis, agronome réputé, il est député de l'Indre de 1849 à 1851, siégeant à droite. Rallié au Second Empire, il est sénateur de 1852 à 1863. 
Il est le grand-père de Charles de Barbançois, député de l'Indre sous la IIIe République.

## Distinctions
- Chevalier de l'ordre royal et militaire de Saint-Louis (1823)
- Chevalier de l'ordre de Saint-Ferdinand d'Espagne (1824)
- Officier de la Légion d'honneur (1855)[1]